# Văn Miếu (xã)
Văn Miếu là một xã thuộc huyện Thanh Sơn, tỉnh Phú Thọ, Việt Nam.
Xã Văn Miếu có diện tích 33,04 km², dân số năm 1999 là 5740 người, mật độ dân số đạt 174 người/km².